# 巴拿馬蛇石首魚
巴拿馬蛇石首魚為輻鰭魚綱鱸形目鱸亞目石首魚科的其中一種，分布中西大西洋的貝里斯至巴拿馬海域，體長可達9.1公分，棲息在沿海海域。